# Камича (Месина)
Камича је насеље у Италији у округу Месина, региону Сицилија.
Према процени из 2011. у насељу је живело 67 становника. Насеље се налази на надморској висини од 43 м.